# Plejtvák malý
Plejtvák malý (Balaenoptera acutorostrata) je jedním z nejmenších kosticovců. Měří jenom okolo 8 metrů, váží 5 – 8 tun.
Je žlutavého až žlutavě narůžovělého zbarvení. Svými kosticemi zachytává a jí i drobnější ryby. Je velmi rozšířen, nejvíce však ve vodách mírných až chladných. Březost trvá okolo 320 dní a mládě měří 2,3 – 2,6 metrů.
Na jižní polokouli žije také poddruh trpasličích plejtváků malých, kteří patří mezi nejmenší kosticovce.